# Роберт Неллер
Роберт Неллер (англ. Robert Neller; нар. 9 лютого 1953, Іст-Лансінг, Мічиган) — американський воєначальник, генерал морської піхоти США (2015), 37-й Комендант Корпусу морської піхоти США (2015-2019). Учасник американського вторгнення на Панаму, миротворчої операції в Сомалі, а також війн в Афганістані та Іраку.

## Біографія
Роберт Неллер народився в містечку Іст-Лансінг у штаті Мічиган. Закінчивши Вірджинський університет, у травні 1975 р. поступив на військову службу до Корпусу морської піхоти США. Пройшов усі командні посади від командира взводу морської піхоти до командира експедиційного корпусу морської піхоти США. Брав участь в операціях «Справедлива справа» у Панамі (командир роти), «Відродження надії» в Сомалі (командир легкоброньованого батальйону). Командував 6-м полком, 3-ю дивізією та Центральним командуванням морської піхоти.
Служив на штабних посадах у штаб-квартирі Верховного головнокомандування НАТО в Бельгії, був заступником командира 1-го експедиційного корпусу морської піхоти під час операції «Свободу Іраку» в 2005—2007 роках.
З червня 2014 до вересня 2015 очолював Командування сил Корпусу морської піхоти США. З 24 вересня 2015 до 11 липня 2019 року — Комендант Корпусу морської піхоти США